# 1999년 시카고 영화 비평가 협회상
제12회 시카고 비평가 협회상은 1999년 영화를 대상으로 2000년 3월 12일에 열린 시상식이다.

## 수상 및 후보

### 작품상
- 아메리칸 뷰티

### 감독상
- 아메리칸 뷰티 - 샘 멘데스 수상

### 남우주연상
- 아메리칸 뷰티 - 케빈 스페이시 수상

### 여우주연상
- 소년은 울지 않는다 - 힐러리 스웽크 수상

### 남우조연상
- 매그놀리아 - 톰 크루즈 수상

### 여우조연상
- 소년은 울지 않는다 - 클로에 세비니 수상

### 각본상
- 존 말코비치 되기 - 찰리 카우프만 수상

### 외국어영화상
- 내 어머니의 모든 것

### 촬영상
- 삼나무에 내리는 눈 - 로버트 리처드슨 수상

### 음악상
- 사우스 파크 - 마크 샤이먼 수상
- 사우스 파크 - 트레이 파커 수상

### 유망남우상
- 아메리칸 뷰티 - 웨스 벤틀리 수상

### 유망여우상
- 로제타 - 에밀리 드켄 수상
- 내가 널 사랑할 수 없는 10가지 이유 - 줄리아 스타일스 수상

### 공헌상
- 존 쿠삭 등 수상